# Liste der Monuments historiques in Montjoie-le-Château
Die Liste der Monuments historiques in Montjoie-le-Château führt die Monuments historiques in der französischen Gemeinde Montjoie-le-Château auf.

## Liste der Immobilien
| Bezeichnung                    | Beschreibung                                          | Standort                  | Kennzeichnung | Schutzstatus | Datum | Bild           |
| ------------------------------ | ----------------------------------------------------- | ------------------------- | ------------- | ------------ | ----- | -------------- |
| Château de Montjoie-le-Château | Höhenburg, Anfang des 13. Jahrhunderts, 1635 zerstört | nördlich des Ortes (Lage) | PA00101688    | Inscrit      | 1985  | weitere Bilder |

## Liste der Objekte
| Bezeichnung                                     | Beschreibung | Standort                         | Kennzeichnung | Schutzstatus | Datum | Bild |
| ----------------------------------------------- | --- | -------------------------------- | ------------- | ------------ | ----- | ---- |
| Hauptaltar                                      | Altartisch, Retabel, zwei Skulpturen und zwei Gemälde; Holz, farbig gefasst, Ölfarbe auf Leinwand, 18. Jahrhundert | in der Kapelle St-Georges (Lage) | PM25002254    | Inscrit      | 1975  |      |
| Seitenaltar                                     | Retabel und Skulptur; Holz, farbig gefasst, 18. Jahrhundert                                                        | in der Kapelle St-Georges (Lage) | PM25002255    | Inscrit      | 1975  |      |
| Kruzifix                                        | Holz, farbig gefasst, 16. Jahrhundert                                                                              | in der Kapelle St-Georges (Lage) | PM25002256    | Inscrit      | 1975  |      |
| Skulptur Notre-Dame d’Avignon                   | Stein, farbig gefasst, 16. Jahrhundert                                                                             | in der Kapelle St-Georges (Lage) | PM25002257    | Inscrit      | 1975  |      |
| Skulptur Mater dolorosa                         | Teil einer Kreuzigungsgruppe; Holz, 17. Jahrhundert                                                                | in der Kapelle St-Georges (Lage) | PM25002258    | Inscrit      | 1975  |      |
| Skulptur Heiliger Antonius der Große            | Holz, farbig gefasst, 18. Jahrhundert                                                                              | in der Kapelle St-Georges (Lage) | PM25002259    | Inscrit      | 1975  |      |
| Gemälde Heiliger Nikolaus                       | Ölfarbe auf Leinwand, 18. Jahrhundert                                                                              | in der Kapelle St-Georges (Lage) | PM25002260    | Inscrit      | 1975  |      |
| Gemälde Heilige Walburga                        | Ölfarbe auf Leinwand, 17. oder 18. Jahrhundert                                                                     | in der Kapelle St-Georges (Lage) | PM25002261    | Inscrit      | 1975  |      |
| Votivbild des François-Ignace Comte de Montjoie | Ölfarbe auf Leinwand, bezeichnet 1713                                                                              | in der Kapelle St-Georges (Lage) | PM25002262    | Inscrit      | 1975  |      |
| Grafik Schwarze Madonna von Einsiedeln          | Druckerschwärze auf Papier, teilweise vergoldet, 18. Jahrhundert                                                   | in der Kapelle St-Georges (Lage) | PM25002263    | Inscrit      | 1975  |      |
| Glocke                                          | Bronze, 1691 gegossen                                                                                              | in der Kapelle St-Georges (Lage) | PM25001385    | Classé       | 1942  |      |